# Colegio Rosa Elvira Matte de Prieto
El Colegio Rosa Elvira Matte de Prieto, es uno de los diecisiete establecimientos educacionales pertenecientes a la Sociedad de Instrucción Primaria (SIP Red de Colegios). Está ubicado en la comuna de Lo Espejo, Santiago, Chile, fue fundado en 1964 bajo el nombre de John F. Kennedy, como parte de un patrocinio de Estados Unidos en honor al entonces presidente de ese país. 

## Historia
En sus primeros años, la institución estaba destinada exclusivamente a la formación de varones en Enseñanza Básica. Sin embargo, en 1966, la escuela amplió su matrícula para incluir a niñas, operando en jornada doble hasta 1982. En 1984, la escuela incorporó el nivel de Pre Básica, con la inclusión del nivel Kínder.
En sus inicios, el establecimiento fue gratuito. No obstante, en 2003 pasó a ser de financiamiento compartido, y en 2005 adoptó la Jornada Escolar Completa, de acuerdo con las políticas ministeriales de la época.

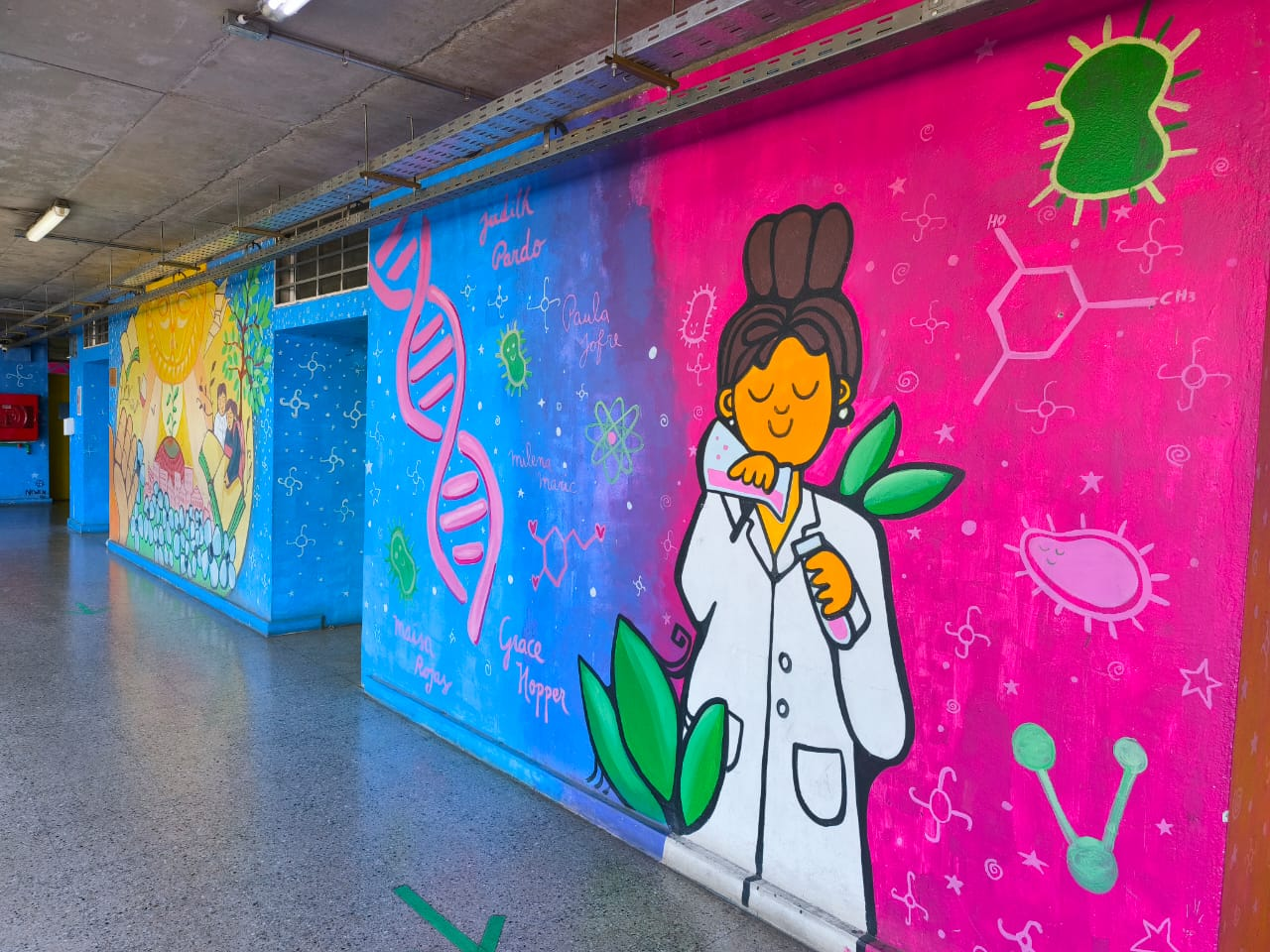
Imagen exterior del laboratorio de ciencias.

En 2006, la institución dejó de ser una escuela básica para convertirse en colegio, ofreciendo a sus estudiantes la posibilidad de continuar su educación media en el mismo establecimiento donde iniciaron su formación. Ese mismo año, tras una encuesta realizada a apoderados y alumnos, con un 79% de aprobación, se decidió cambiar el nombre del colegio, ya que consideraban que el nombre original no los representaba. Así, el colegio pasó a llamarse en honor a Rosa Elvira Matte de Prieto, hija de Claudio Matte.
El Colegio Rosa Elvira Matte de Prieto, se ha destacado desde el año 2009 en las pruebas de medición nacional (Simce), posicionándose como el primer establecimiento de la comuna, lo que le significó ser reconocido como un establecimiento de alto rendimiento en el sector.  Este logro refleja el énfasis que el colegio otorga a lo académico. Además, se caracteriza por ofrecer  talleres deportivos, literarios y artísticos, orientados al desarrollo integral de las habilidades de sus estudiantes. El establecimiento cuenta con una superficie de 10.100 m², de los cuales 4.870 m² están construidos.

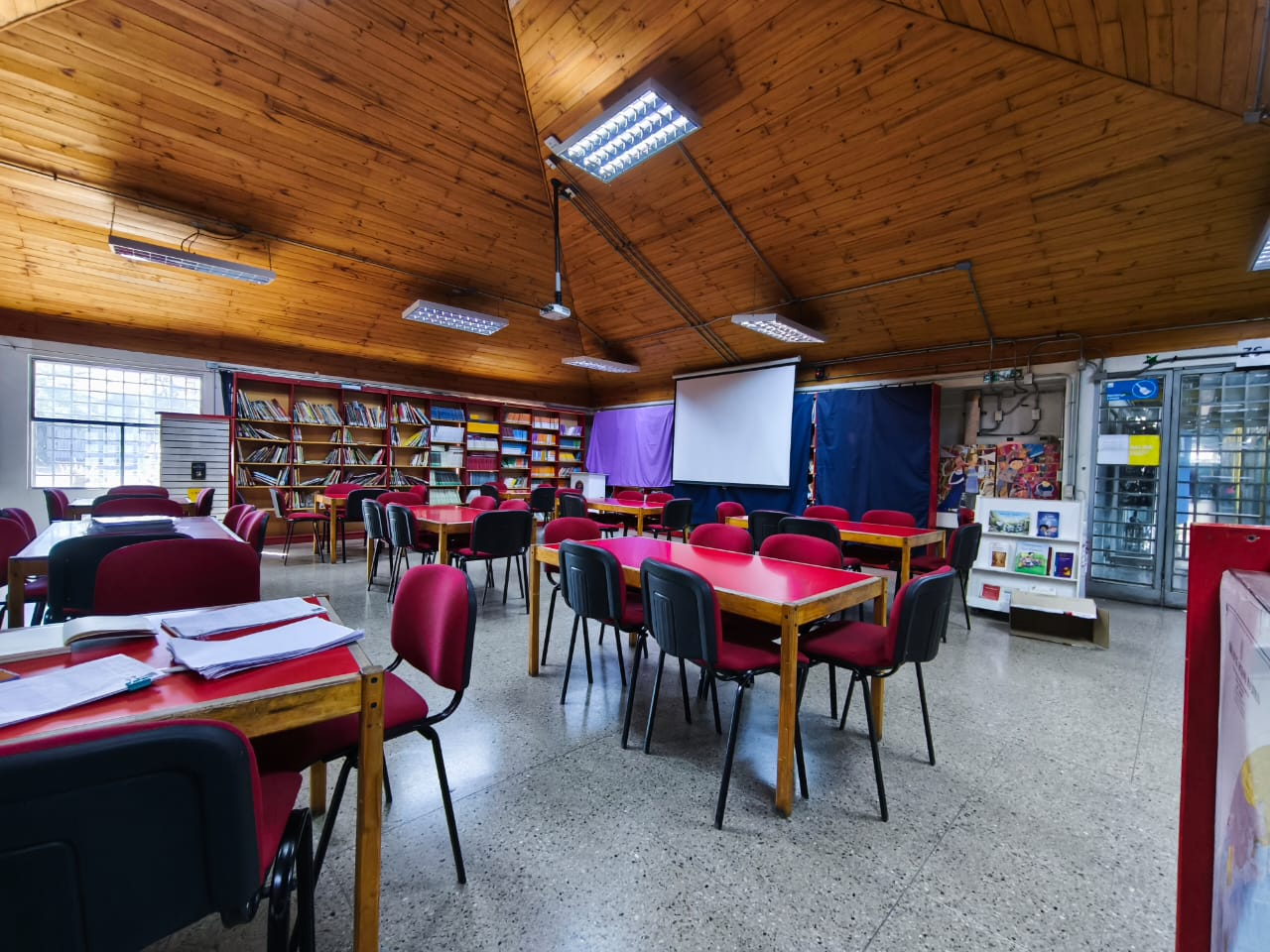
Imagen de la biblioteca de enseñanza básica colegio REM

El colegio imparte educación en los niveles de Preescolar (Prekínder y Kínder), Básica y Media. Desde 2016, se acoge a la gratuidad, y ofrece dos cursos por nivel: 16 cursos de Enseñanza Básica y 8 de Enseñanza Media. La matrícula total es de 1.190 estudiantes, de los cuales el 57% (673 alumnos) son prioritarios, y el 29,5% (351 alumnos) son preferentes.
El establecimiento cuenta con Jornada Escolar Completa (JEC) desde Primero Básico y ha implementado un proyecto propio de enseñanza del inglés, con cinco horas semanales distribuidas en una hora diaria, lo que permite a los estudiantes estar en contacto constante con la segunda lengua.